# Pohár Intertoto 2002
V poháru Intertoto 2002 zvítězily a zároveň postoupily do poháru UEFA tři týmy Málaga CF, Fulham FC a VfB Stuttgart.

## Zápasy

### První kolo
| Domácí v 1. zápase     | Celkem | Hosté v 1. zápase           | 1. zápas | 2. zápas |
| ---------------------- | ------ | --------------------------- | -------- | -------- |
| HNK Rijeka             | 3:3    | St Patrick's Athletic FC    | 3:2      | 0:1      |
| KSC Lokeren            | 5:4    | FC WIT Georgia              | 3:1      | 2:3      |
| CD Santa Clara         | 5:3    | FC Širak                    | 2:0      | 3:3      |
| FK BATE                | 3:0    | Akademisk Boldklub          | 1:0      | 2:0      |
| FK Obilić              | 2:3    | FC Haka                     | 1:2      | 1:1      |
| FC Zürich              | 8:2    | NK Brotnjo                  | 7:0      | 1:2      |
| ACF Gloria Bistrița    | 2:0    | Union Luxembourg            | 2:0      | 0:0      |
| FK AS Trenčín          | 3:6    | NK Slaven Belupo            | 3:1      | 0:5      |
| FC Tiraspol            | 0:4    | 1. FC Slovácko              | 0:0      | 0:4      |
| Helsingborgs IF        | 1:0    | FC Koper                    | 1:0      | 0:0      |
| Budapest Honvéd FC     | 0:1    | VMFD Žalgiris Vilnius       | 0:1      | 0:0      |
| FC St. Gallen          | 11:1   | B68 Toftir                  | 5:1      | 6:0      |
| Zagłębie Lubin         | 1:2    | Dinaburg Daugavpils         | 1:1      | 0:1      |
| 1. FC Brno             | 1:6    | FC Ashdod                   | 0:5      | 1:1      |
| Enosis Neon Paralimni  | 1:5    | SC Schwarz-Weiß Bregenz     | 0:2      | 1:3      |
| UD Leiria              | 2:4    | FC Levadia Tallinn          | 0:3      | 2:1      |
| Valletta FC            | 1:2    | KS Teuta Durrës             | 1:2      | 0:0      |
| Coleraine FC           | 7:2    | UE Sant Julià               | 5:0      | 2:2      |
| Marek Dupniza          | 3:1    | Caersws FC                  | 2:0      | 1:1      |
| Cementarnica 55 Skopje | 3:4    | Fimleikafélag Hafnarfjarðar | 1:3      | 2:1      |

### Druhé kolo
| Domácí v 1. zápase       | Celkem | Hosté v 1. zápase           | 1. zápas | 2. zápas |
| ------------------------ | ------ | --------------------------- | -------- | -------- |
| NK Slaven Belupo         | 3:0    | CF Os Belenenses            | 2:0      | 1:0      |
| Coleraine FC             | 2:4    | Troyes AC                   | 1:2      | 1:2      |
| TSV 1860 München         | 0:5    | FK BATE                     | 0:1      | 0:4      |
| Villarreal CF            | 4:2    | Fimleikafélag Hafnarfjarðar | 2:0      | 2:2      |
| Fulham FC                | 1:1    | FC Haka                     | 0:0      | 1:1      |
| FC Sochaux-Montbéliard   | 4:1    | VMFD Žalgiris Vilnius       | 2:0      | 2:1      |
| KAA Gent                 | 3:3    | St Patrick's Athletic FC    | 2:0      | 1:3      |
| VfB Stuttgart            | 3:0    | KSC Lokeren                 | 2:0      | 1:0      |
| Torino FC                | 2:1    | SC Schwarz-Weiß Bregenz     | 1:0      | 1:1      |
| FC Krylya Sovetov Samara | 4:0    | Dinaburg Daugavpils         | 3:0      | 1:0      |
| FK Teplice               | 9:2    | CD Santa Clara              | 5:1      | 4:1      |
| Willem II Tilburg        | 2:1    | FC St. Gallen               | 1:0      | 1:1      |
| FC Zürich                | 1:0    | FC Levadia Tallinn          | 1:0      | 0:0      |
| 1. FC Slovácko           | 4:2    | Helsingborgs IF             | 4:0      | 0:2      |
| ACF Gloria Bistrița      | 3:1    | KS Teuta Durrës             | 3:0      | 0:1      |
| FC Ashdod                | 1:2    | Marek Dupniza               | 1:1      | 0:1      |

### Třetí kolo
| Domácí v 1. zápase       | Celkem | Hosté v 1. zápase      | 1. zápas | 2. zápas |
| ------------------------ | ------ | ---------------------- | -------- | -------- |
| FC Krylya Sovetov Samara | 3:3    | Willem II Tilburg      | 3:1      | 0:2      |
| NAC Breda                | 1:1    | Troyes AC              | 1:1      | 0:0      |
| VfB Stuttgart            | 4:3    | Perugia Calcio         | 3:1      | 1:2      |
| Fulham FC                | 2:1    | Egaleo FC              | 1:0      | 1:1      |
| ACF Gloria Bistrița      | 0:3    | Lille OSC              | 0:2      | 0:1      |
| 1. FC Kaiserslautern     | 2:5    | FK Teplice             | 2:1      | 0:4      |
| Bologna FC 1909          | 2:0    | FK BATE                | 2:0      | 0:0      |
| Málaga CF                | 4:1    | KAA Gent               | 3:0      | 1:1      |
| Marek Dupniza            | 1:6    | NK Slaven Belupo       | 0:3      | 1:3      |
| 1. FC Slovácko           | 0:3    | FC Sochaux-Montbéliard | 0:3      | 0:0      |
| Torino FC                | 2:2    | Villarreal CF          | 2:0      | 0:2      |
| FC Zürich                | 2:3    | Aston Villa FC         | 2:0      | 0:3      |

### Semifinále
| Domácí v 1. zápase | Celkem | Hosté v 1. zápase      | 1. zápas | 2. zápas |
| ------------------ | ------ | ---------------------- | -------- | -------- |
| Fulham FC          | 3:0    | FC Sochaux-Montbéliard | 1:0      | 2:0      |
| Lille OSC          | 3:1    | Aston Villa FC         | 1:1      | 2:0      |
| VfB Stuttgart      | 3:1    | NK Slaven Belupo       | 2:1      | 1:0      |
| Villarreal CF      | 3:0    | Troyes AC              | 0:0      | 3:0      |
| Málaga CF          | 3:1    | Willem II Tilburg      | 2:1      | 1:0      |
| Bologna FC 1909    | 8:2    | FK Teplice             | 5:1      | 3:1      |

### Finále
| Domácí v 1. zápase | Celkem | Hosté v 1. zápase | 1. zápas | 2. zápas |
| ------------------ | ------ | ----------------- | -------- | -------- |
| Villarreal CF      | 1:2    | Málaga CF         | 0:1      | 1:1      |
| Bologna FC 1909    | 3:5    | Fulham FC         | 2:2      | 1:3      |
| Lille OSC          | 1:2    | VfB Stuttgart     | 1:0      | 0:2      |